# República Vasca
La República Vasca fue un proyecto para crear un País Vasco independiente propuesto en 1941 por Manuel de Irujo, representante del Gobierno vasco en Londres.

## Antecedentes
Durante la Guerra Civil Española, la Segunda República había conferido un gobierno autónomo en las áreas vascas del norte de España, negociado en el conocido como Estatuto de Estella. Este gobierno autónomo se dio finalmente en dos de las cuatro provincias cuando comenzó la guerra, dado que la mayor parte de Álava y Navarra (así como gran parte de Guipúzcoa) fueron zonas nacionales (sublevadas) en las que el Gobierno republicano no tuvo más poder. Este gobierno estuvo formado por fuerzas del nacionalismo vasco (Partido Nacionalista Vasco y Acción Nacionalista Vasca) junto a fuerzas de izquierda (Partido Socialista Obrero Español).
En 1937 el Ejército vasco se rindió en Santoña frente al Corpo Truppe Volontarie italiano y los líderes vascos que habían dirigido el gobierno y las fuerzas republicanas escaparon a Cataluña o Francia. Tras la derrota definitiva de la República el 1 de abril de 1939, los líderes vascos que no habían sido capturados se exiliaron en diversos países de Europa y América. Más tarde en el mismo año, la invasión alemana de Polonia desencadenó la Segunda Guerra Mundial. Francia rápidamente cayó frente a la Wehrmacht. Con una identidad falsa, el lehendakari José Antonio Aguirre viajó al norte de Francia para finalmente dirigirse a los Estados Unidos.

## El proyecto

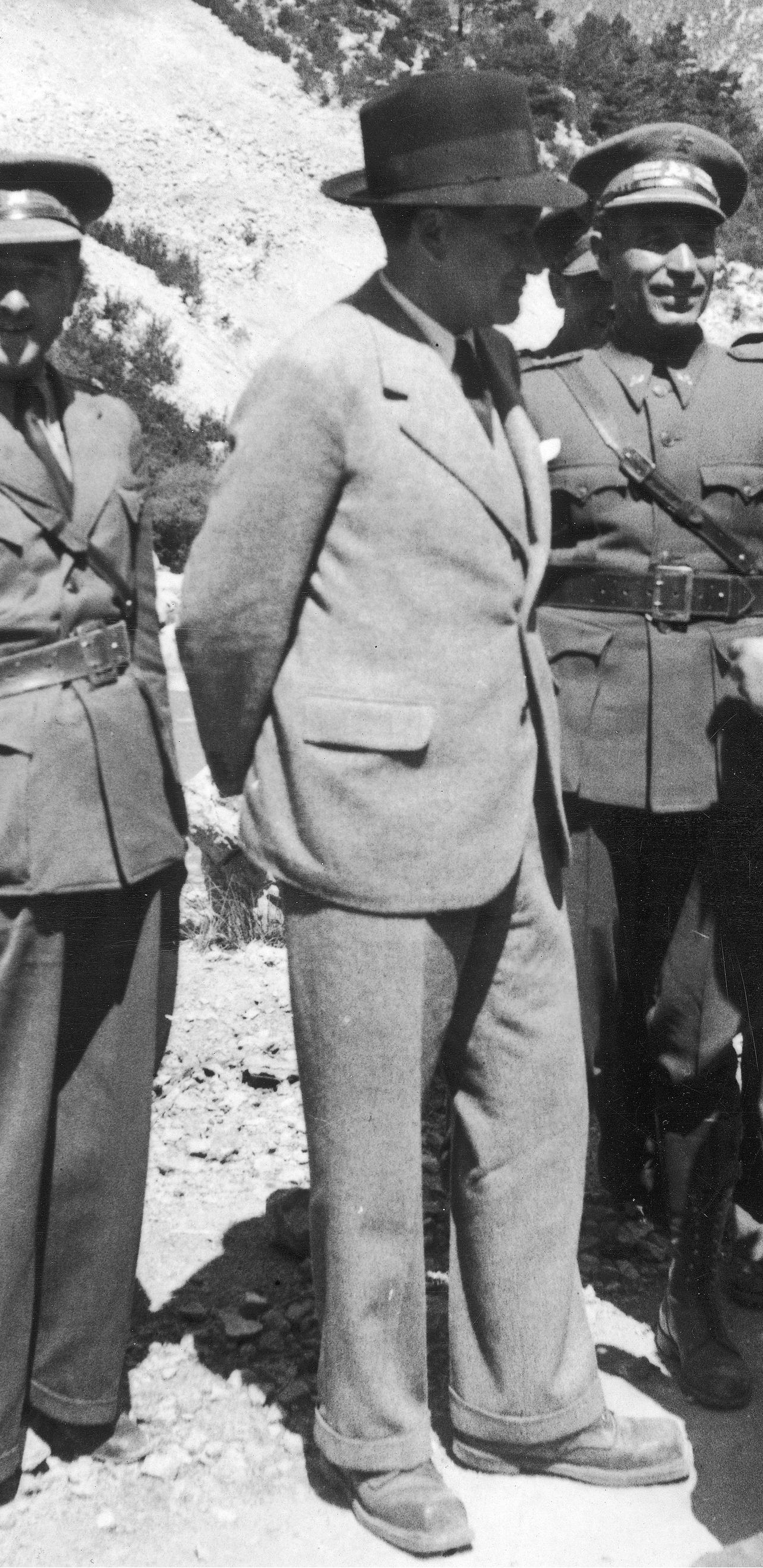
El dirigente nacionalista vasco Manuel de Irujo durante la Guerra Civil Española, en 1938.

Para 1941, Irujo promovió el Consejo Nacional Vasco (Consejo Nacional de Euzkadi o Euzkadiko Batzar Nagusia en euskera, creado oficialmente el 11 de julio de 1940) inspirado por el gobierno republicano en el exilio y los comités de refugiados formados por varias nacionalidades en Gran Bretaña. Esperando que el régimen franquista impuesto en España se aliase con las fuerzas del Eje, Irujo esperaba una victoria aliada para intentar establecer un gobierno provisional con una autoridad suficiente para negociar un nuevo estatus para Euskadi con el Gobierno británico, el gobierno de la Francia libre y el eventual gobierno de la España liberada. Irujo estableció una alianza con los nacionalistas catalanes en Reino Unido, que habían formado su propio Consejo Nacional de Cataluña. Irujo planteó tener el sur de los Pirineos divididos entre un Estado vasco y otro catalán y así presentar una declaración conjunta de ambos consejos antes del 18 de enero de 1941 al secretario de Estado británico.
Irujo redactó el «Anteproyecto para la Constitución de la República Vasca». Sería un Estado independiente en forma de república democrática. Su territorio abarcaría los territorios del Reino de Navarra bajo el reinado de Sancho III el Mayor, excluyendo el País Vasco Francés para ganar el apoyo de Charles de Gaulle. Sus límites serían:
...al Norte los Pirineos y el Golfo de Vizcaya; al Este el río Gállego, al Sur el Ebro hasta Gallur y la divisoria de aguas entre las cuencas del Ebro y el Duero a partir del Moncayo en toda la extensión de ambas vertientes; y al Oeste el Cabo Ajo (Peña Cantábrica).
Título I, Artículo 5.
Esto incluía áreas de Burgos, Cantabria, La Rioja y Aragón, cuya vasquitud respondía a momentos históricos y donde el nacionalismo vasco tenía un peso político inexistente.
El Estado Vasco sería relativamente intervencionista, proteccionista y paternalista, siguiendo la doctrina social de la Iglesia tal como asumía el Partido Nacionalista Vasco. El artículo 52 del Título V marcaba los requerimientos para el Presidente de la República:
...hombre, ciudadano del Estado, hijo de padres vascos naturales y ancestrales, tener por lo menos 30 años de edad y disfrutar de plenos derechos civiles y políticos.
Un capítulo adicional del Título IV abría la posibilidad a incorporarse a otros territorios:
Las Cortes [vascas] están autorizadas a estipular con representantes estatales democráticos del País Vasco continental y las otras naciones peninsulares, el régimen pactado de un carácter confederal que se adecue al derecho de la Nación Vasca ...
Irujo intentó negociar también con la Francia libre la creación de un Batallón Vasco, idea rechazada oficialmente el 23 de mayo de 1942.

## Críticas
En octubre de 1942 las noticias del aterrizaje seguro de Aguirre en Uruguay llegaron a Londres. En el Congreso Mundial Vasco de París celebrado en 1956, Aguirre agradeció el trabajo del Consejo Nacional Vasco, pero sus políticas no seguirían la propuesta de Irujo.
Sería el socialista Indalecio Prieto el que más duramente criticaría el irredentismo de Irujo. Señaló que los puertos cántabros de Castro-Urdiales, Laredo y Santoña, junto con la industria de Reinosa, serían parte de Euskadi. Comparó el mapa de Irujo con el de Adolf Hitler y mostró su sorpresa porque Laburdi y Zuberoa, áreas de los Pirineos Atlánticos franceses donde se habla euskera, quedasen fuera del nuevo Estado. En el mismo periódico mexicano, Julio de Jáuregui negaba las acusaciones de separatismo, interpretando el anteproyecto de Irujo como un plan confederal. Jáuregui señaló que la voluntad democrática de los ciudadanos recién anexados sería necesaria, del mismo modo que algunas personas en Logroño mostraban interés en los proyectos de autonomía vasca.
Tras la disolución del Congreso Vasco de Aguirre, Irujo se dedicó a la literatura y a un proyecto de una Comunidad de Naciones de Iberia, incluyendo a Portugal, que no tuvo mucho eco.